# Алвар Аалто
Хуго Алвар Хенрик А̀алто (Hugo Alvar Henrik Aalto) е финландски архитект и дизайнер на мебели, наричан „баща на модернизма“ в скандинавските страни.

## Биография
Роден е на 3 февруари 1898 година в Куортане, Финландия. Работи във Финландия, Швеция, САЩ и други страни. Някои от по известните сгради, проектирани от Аалто, са Общинският дом в Сяюнятсало, Финландия, конгресната зала „Финландия“ и пенсионният институт в Хелзинки, както и общежитие към Масачузетския технологичен институт (MIT) в Кеймбридж, САЩ. Работите му изразяват началата на функционализма и организационната архитектура, но включват и елементи от националните традиции.
Аалто е и дизайнер на мебели от огънат шперплат и собственик на мебелната фирма „Artek“. Най-известният продукт на „Artek“ е трикраката табуретка „Stool 60“, която Аалто проектира през 1933 г., а през 1935 г. я пуска в масово производство.
Умира на 11 май 1976 година в Хелзинки на 78-годишна възраст.

## Галерия
- Библиотека във Виборг (1933-35)
- „Вила Майрея“ в Ноормарку, Финландия (1937-39)
- Baker House, общежитие на Масачузетския технологичен институт, САЩ (1947-48)
- Кметство на Сайнатсало, Финландия (1951)
- Ректорат на Университета на Ювяскюля, Финландия (1955)
- Аудитория в Техническия университет в Хелзинки, Финландия (1949–66)
- Културен дом във Волфсбург (1962)
- Зала „Финландия“ (1962–71)
- Музей за модерно изкуство в Олбор, Дания (1958–72)
- Опера „Аалто“ в Есен, Германия (1988)

## За него
Книги на Гьоран Шилд
- Schildt, Göran. Alvar Aalto. The Early Years.   New York, NY, Rizzoli, 1984. ISBN 978-0847805310.
- Schildt, Göran. Alvar Aalto. The Decisive Years.   New York, NY, Rizzoli, 1987. ISBN 978-0847807116.
- Schildt, Göran. Alvar Aalto. The Mature Years.   New York, NY, Rizzoli, 1991. ISBN 978-0847813292.
- Alvar Aalto Archive Staff. The Architectural Drawings of Alvar Aalto 1917–1939: Aalto's Own Home in Helsinki, the Finnish Pavilion at the 1937 World's Fair in Paris, and Other Buildings and Projects, 1932–1937.   Routledge, 1994.
- Schildt, Göran. Alvar Aalto: The Complete Catalogue of Architecture, Design and Art.   New York, NY, Rizzoli, 1994. ISBN 978-0847818181.

Други книги
- Laaksonen, Esa. Alvar Aalto Architect. Т. 5: Paimio Sanatorium 1928–32.   Rakennustieto Publishing, 2013. ISBN 978-9516829541.
- Holma, Maija, Pallasmaa, Juhani, Suominen-Kokkonen, Renja. Alvar Aalto Architect. Т. 6: The Aalto House 1935–36.   Alvar Aalto Foundation, 2003. ISBN 978-9525498011.
- Alvar Aalto Architect. Т. 7: Sunila 1936–1954.   Alvar Aalto Foundation, 2007. ISBN 978-9525498035.
- Aalto, Alvar. Alvar Aalto Architect. Т. 13: University of Technology, Otaniemi 1949–74.   Alvar Aalto Foundation, 2008. ISBN 978-9525498080.
- Hipeli, Mia. Alvar Aalto Architect. Т. 16: Jyväskylä University 1951–71.   2009.
- Aalto, Alvar. Alvar Aalto Architect. Т. 20: Maison Louis Carre 1956–63.   Alvar Aalto Foundation, 2008. ISBN 978-9525498066.
- Heporauta, Arne. Alvar Aalto Arkkitehti: 1898–1976.   Helsinki, Finland, Rakennustieto Oy, 1998. ISBN 978-9516825468. (на фински)
- Fleig, Karl. Alvar Aalto.   Praeger Publishers, 1975. ISBN 978-0275496609.
- Гозак, Андрей. Алвар Аалто.   Стройиздат, 1976. с. 176.
- Pearson, Paul David. Alvar Aalto and the International Style.   New York, Whitney Library of Design, 1978. ISBN 0-8230-7023-9.
- Porphyrios, Demetri. Sources of Modern Eclecticism.   St. Martin's Press, 1982. ISBN 978-0312746735.
- Pallasmaa, Juhani. Aalto: Alvar Aalto Furniture.   MIT Press, 1985. ISBN 978-0262132060.
- Korvenmaa, Pekka, Treib, Marc. Alvar Aalto: Between Humanism and Materialism.   New York, NY, The Museum of Modern Art, 2002. ISBN 978-0870701078.
- Quantrill, Malcolm. Alvar Aalto: A Critical Study.   Secker & Warburg, 1983. ISBN 0941533352.
- Alvar Aalto 1898–1976.   Helsinki, Finland, The Museum of Finnish Architecture, 1978.
- Jormakka, Kari; Gargus, Jacqueline; Graf, Douglas The Use and Abuse of Paper. Essays on Alvar Aalto. Datutop 20: Tampere 1999.
- Connah, Roger. Aaltomania.   Rakennustieto Publishing, 2008. ISBN 978-9516826137.
- Karl Fleig – Alvar Aalto – Obras y proyectos. Works and Project – Publisher: Gustavo Gili – 1993 Архив на оригинала от 2016-11-04 в Wayback Machine.